# Mściciel (film 1973)
Mściciel – amerykański western z 1973 roku.

## Główne role
- Clint Eastwood – Nieznajomy
- Verna Bloom – Sarah Belding
- Marianna Hill – Callie Travers
- Mitch Ryan – Dave Drake
- Jack Ging – Morgan Allen
- Stefan Gierasch – burmistrz Jason Hobart
- Billy Curtis – Mordechaj

## Opis fabuły
W skrywającym mroczny sekret miasteczku Lago zjawia się tajemniczy jeździec. Właściciele lokalnej kopalni wynajmują go do ochrony przed bandytami, którzy po wyjściu z więzienia chcą zemścić się na mieszkańcach.